# Verwaltungsgemeinschaft Oppurg
De Verwaltungsgemeinschaft Oppurg in het Thüringische landkreis Saale-Orla-Kreis is een gemeentelijk samenwerkingsverband waarbij 13 gemeenten zijn aangesloten. Het bestuurscentrum bevindt zich in Oppurg.

## Deelnemende gemeenten
De volgende gemeenten maken deel uit van de Verwaltungsgemeinschaft:
1. Bodelwitz (580)
2. Döbritz (175)
3. Gertewitz (135)
4. Grobengereuth (196)
5. Langenorla (1.250)
6. Lausnitz (296)
7. Nimritz (323)
8. Oberoppurg (157)
9. Oppurg (1.134)
10. Quaschwitz (69)
11. Solkwitz (61)
12. Weira (391)
13. Wernburg (608)

Bad Lobenstein · Bodelwitz · Burgk · Dittersdorf · Döbritz · Dreba · Dreitzsch · Eßbach · Gefell · Geroda · Gertewitz · Görkwitz · Göschitz · Gössitz · Grobengereuth · Hirschberg · Keila · Kirschkau · Knau · Kospoda · Krölpa · Langenorla · Lausnitz · Lemnitz · Linda bei Neustadt an der Orla · Löhma · Miesitz · Mittelpöllnitz · Moßbach ·  Moxa · Neundorf (bij Schleiz) · Neustadt an der Orla · Nimritz · Oberoppurg · Oettersdorf · Oppurg · Paska · Peuschen · Plothen · Pörmitz · Pößneck · Pottiga · Quaschwitz · Ranis · Remptendorf · Rosendorf · Rosenthal am Rennsteig · Saalburg-Ebersdorf · Schleiz · Schmieritz · Schmorda · Schöndorf · Seisla · Solkwitz · Tanna · Tegau · Tömmelsdorf · Triptis · Volkmannsdorf · Weira · Wernburg · Wilhelmsdorf · Wurzbach · Ziegenrück